# La Seconde Chance (film, 1996)
Pour plus de détails, voir Fiche technique et Distribution.
La Seconde chance (The Spitfire Grill) est un film américain réalisé par Lee David Zlotoff, sorti en 1996.

## Fiche technique
- Titre original : The Spitfire Grill
- Titre français : La Seconde chance
- Réalisation et scénario : Lee David Zlotoff
- Photographie : Rob Draper
- Montage : Margaret Goodspeed
- Musique : James Horner
- Production : Warren G. Stitt
- Pays d'origine : États-Unis
- Format : Couleurs - 1,85:1 - Mono
- Genre : Drame
- Durée : 117 minutes
- Date de sortie : 1996

## Distribution
- Alison Elliott : Percy Talbott
- Ellen Burstyn : Hannah Ferguson
- Marcia Gay Harden : Shelby Goddard
- Will Patton : Nahum "Caleb" Goddard
- Kieran Mulroney : Joe Sperling
- Gailard Sartain : Sheriff Gary Walsh
- John M. Jackson : Johnny B./Eli Ferguson
- Louise De Cormier : Effy Katshaw
- Ida Griesemer : Rebecca Goddard
- Lincoln and Emerson Grow : Molly Goddard
- Lisa Louise Langford : Jolene
- Forrest Murray : Stuart
- Jim Hogue : le député
- Stacy Becker : Clare
- Cliff Levering : Aaron Sperling
- Patti Tippo : la voix-off de Clare
- Ed Cook (voix)
- Malcolm Groome (voix)
- Harry Johnson (voix)
- Gracie Moore (voix)
- Linda O. Cook (voix)
- Sam Lloyd Sr. : Meeshack Boggs